# Fayet (Aveyron)
Pour les articles homonymes, voir Fayet.
Fayet est une commune française située dans le département de l'Aveyron en région Occitanie.
Le patrimoine architectural de la commune comprend deux  immeubles protégés au titre des monuments historiques : le Puits, classé en 1931, et le château de la Roque, inscrit en 2004.

## Géographie

### Localisation
Le village est situé au confluent de la Nuéjouls et du Dourdou, entre le Rougier de Camarès et les Monts de Lacaune.

### Communes limitrophes
Les communes limitrophes sont  Brusque, Camarès, Montagnol, Sylvanès et Tauriac-de-Camarès.
| Sylvanès |         | Montagnol          |
| Camarès  | Fayet   |                    |
|          | Brusque | Tauriac-de-Camarès |

### Hameaux et Villages
Dans sa recension des lieux habités de l'Aveyron de 1868, Jean-Louis Dardé comptait trois « villages » (plus de 25 habitants), cinq « hameaux » (moins de 25) et treize lieux-dits qui étaient des maisons isolées. Les hameaux actuels sont au nombre de cinq : Le Bès de Fayet, La Graverie, Le Planet Haut, Le Planet Bas, La Dézouvre, Laroque (village).

### Hydrographie

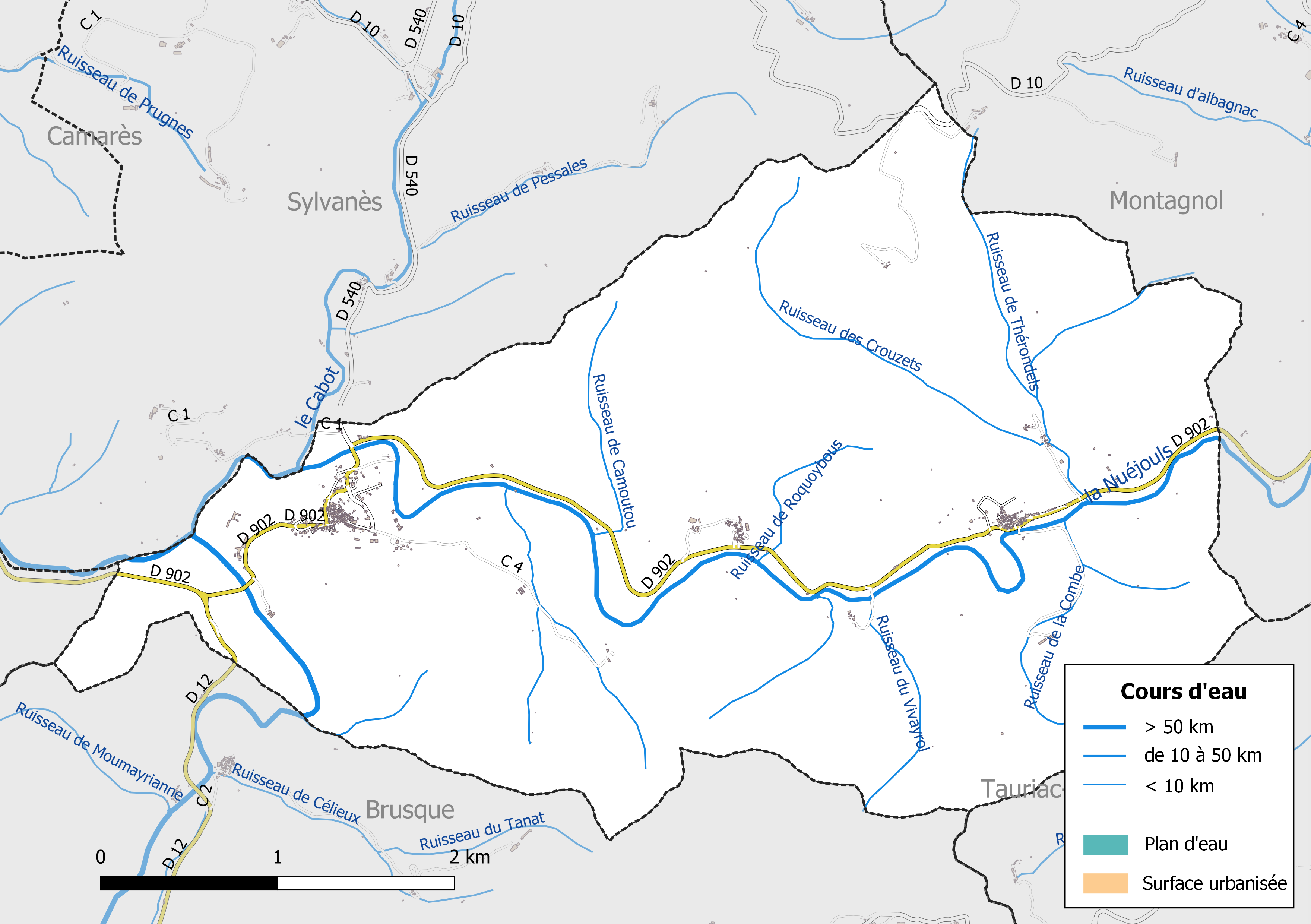
Réseaux hydrographique et routier de Fayet.

La commune est drainée par le Dourdou de Camarès, la Nuéjouls, le ruisseau de Camoutou, le ruisseau de la Combe, le ruisseau de la Fage, le ruisseau de Méjanel, le ruisseau de Monbiouré, le ruisseau de Roquoybous, le ruisseau des Crouzets, le ruisseau de Serre Mèje, le ruisseau de Thérondels, le ruisseau du Planet, le ruisseau du Vivayrol et par divers petits cours d'eau.
Le Dourdou de Camarès, d'une longueur totale de 86,8 km, prend sa source dans la commune de Murat-sur-Vèbre (81) et se jette  dans le Tarn à Saint-Izaire, après avoir arrosé 13 communes.
La Nuéjouls, d'une longueur totale de 31,2 km, prend sa source dans la commune de Mélagues et se jette  dans le Dourdou de Camarès à Sylvanès, après avoir arrosé 5 communes.

### Climat
Pour des articles plus généraux, voir Climat de l'Occitanie et Climat de l'Aveyron.
En 2010, le climat de la commune est de type climat du Bassin du Sud-Ouest, selon une étude s'appuyant sur une série de données couvrant la période 1971-2000. En 2020, Météo-France publie une typologie des climats de la France métropolitaine dans laquelle la commune est dans une zone de transition entre le climat de montagne et le climat méditerranéen et est dans la région climatique Sud-est du Massif Central, caractérisée par une pluviométrie annuelle de 1 000 à 1 500 mm, minimale en été, maximale en automne.
Pour la période 1971-2000, la température annuelle moyenne est de 12 °C, avec une amplitude thermique annuelle de 15,3 °C. Le cumul annuel moyen de précipitations est de 1 136 mm, avec 9,6 jours de précipitations en janvier et 4,5 jours en juillet. Pour la période 1991-2020, la température moyenne annuelle observée sur la station météorologique la plus proche, située sur la commune de Brusque à 4 km à vol d'oiseau, est de 11,0 °C et le cumul annuel moyen de précipitations est de 1 103,3 mm,. Pour l'avenir, les paramètres climatiques de la commune estimés pour 2050 selon différents scénarios d'émission de gaz à effet de serre sont consultables sur un site dédié publié par Météo-France en novembre 2022.

### Milieux naturels et biodiversité

#### Espaces protégés
La protection réglementaire est le mode d’intervention le plus fort pour préserver des espaces naturels remarquables et leur biodiversité associée.
Dans ce cadre, la commune fait partie d'un espace protégé, le Parc naturel régional des Grands Causses, créé en 1995 et d'une superficie de 327 937 ha, s'étend sur 97 communes. Ce territoire rural habité, reconnu au niveau national pour sa forte valeur patrimoniale et paysagère, s’organise autour d’un projet concerté de développement durable, fondé sur la protection et la valorisation de son patrimoine,,.

#### Zones naturelles d'intérêt écologique, faunistique et floristique

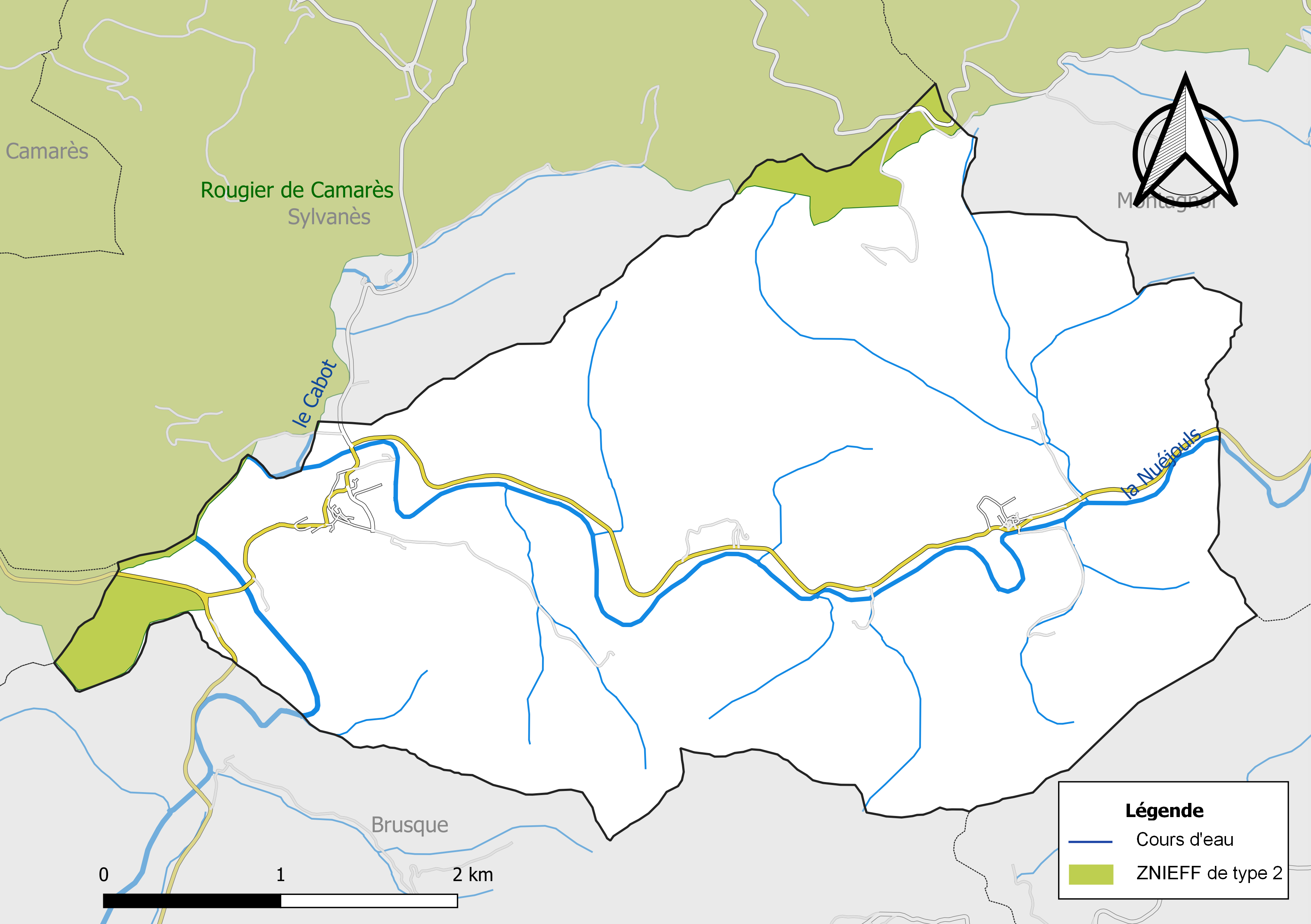
Carte de la ZNIEFF de type 2 localisée sur la commune.

L’inventaire des zones naturelles d'intérêt écologique, faunistique et floristique (ZNIEFF) a pour objectif de réaliser une couverture des zones les plus intéressantes sur le plan écologique, essentiellement dans la perspective d’améliorer la connaissance du patrimoine naturel national et de fournir aux différents décideurs un outil d’aide à la prise en compte de l’environnement dans l’aménagement du territoire.
Le territoire communal de Fayet comprend une ZNIEFF de type 2,, 
le « Rougier de Camarès » (56 714 ha), qui s'étend sur 33 communes dont 32 dans l'Aveyron et 1 dans l'Hérault.

## Urbanisme

### Typologie
Au 1er janvier 2024, Fayet est catégorisée commune rurale à habitat dispersé, selon la nouvelle grille communale de densité à 7 niveaux définie par l'Insee en 2022.
Elle est située hors unité urbaine et hors attraction des villes,.

### Occupation des sols

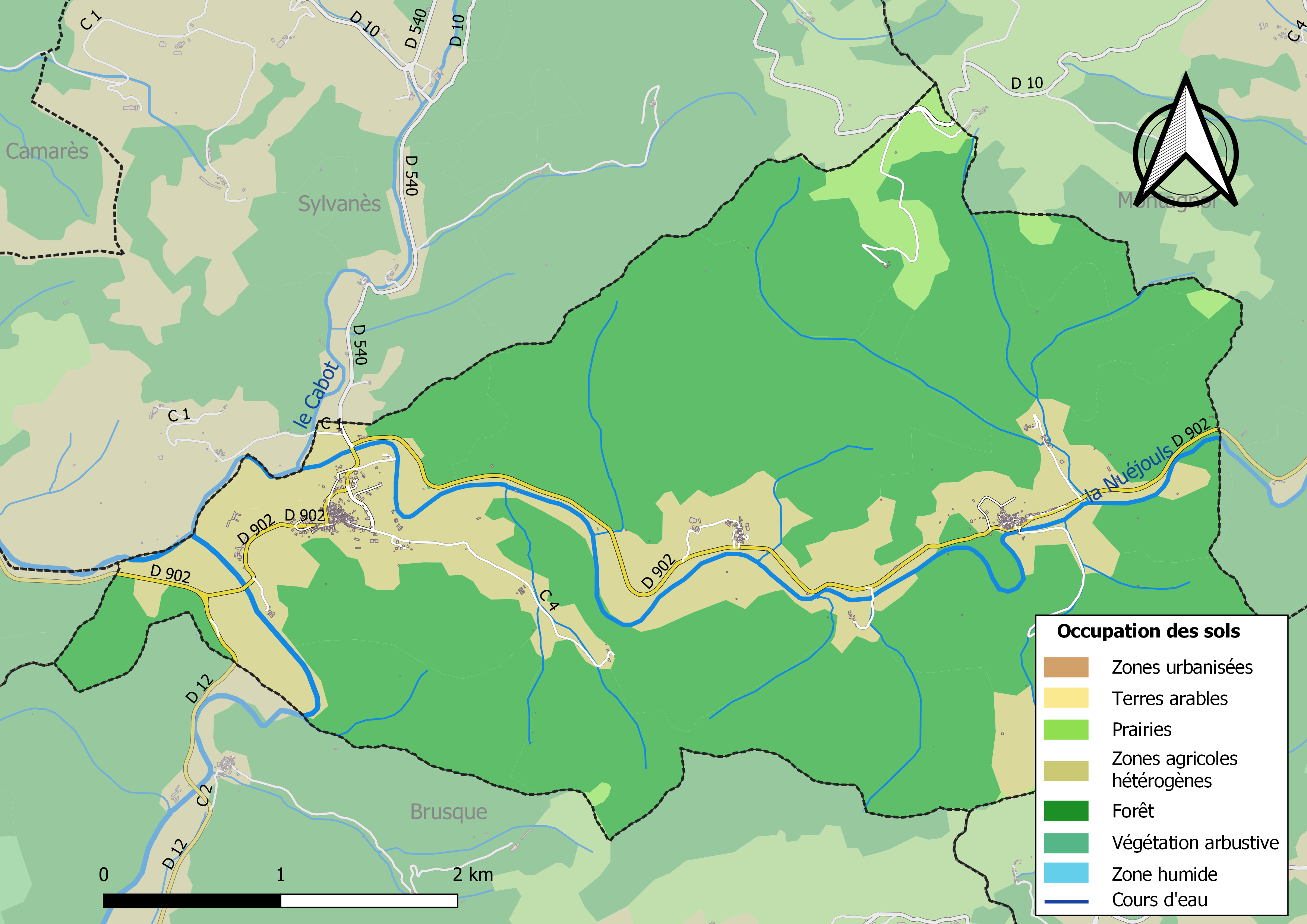
Infrastructures et occupation des sols de la commune de Fayet.

L'occupation des sols de la commune, telle qu'elle ressort de la base de données européenne d’occupation biophysique des sols Corine Land Cover (CLC), est marquée par l'importance des forêts et milieux semi-naturels (74,9 % en 2018), une proportion identique à celle de 1990 (74,9 %). La répartition détaillée en 2018 est la suivante : 
forêts (73,1 %), zones agricoles hétérogènes (22,3 %), prairies (2,8 %), milieux à végétation arbustive et/ou herbacée (1,8 %).

### Planification
La loi SRU du 13 décembre 2000 a incité fortement les communes à se regrouper au sein d’un établissement public, pour déterminer les partis d’aménagement de l’espace au sein d’un SCoT, un document essentiel d’orientation stratégique des politiques publiques à une grande échelle. La commune est dans le territoire du SCoT du Parc naturel régional des Grands Causses, approuvé le vendredi 7 juillet 2017 par le comité syndical et mis à l’enquête publique en décembre 2019. La structure porteuse est le Pôle d'équilibre territorial et rural du PNR des Grands Causses, qui associe huit communautés de communes, notamment la communauté de communes Monts, Rance et Rougier, dont la commune est membre.
La commune, en 2017, avait engagé l'élaboration d'un plan local d'urbanisme.

### Risques majeurs
Le territoire de la commune de Fayet est vulnérable à différents aléas naturels : inondations, climatiques (hiver exceptionnel ou canicule), feux de forêts et séisme (sismicité très faible).
Il est également exposé à un risque particulier, le risque radon,.

#### Risques naturels

Zones inondables de la commune de Fayet.

Certaines parties du territoire communal sont susceptibles d’être affectées par le risque d’inondation par débordement du Dourdou de Camarès et de la Nuéjouls. Les dernières grandes crues historiques, ayant touché plusieurs parties du département, remontent aux 3 et 4 décembre 2003 (dans le bassin du Lot, de l'Aveyron, du Viaur et du Tarn) et au 28 novembre 2014 (bassins de la Sorgues et du Dourdou). Ce risque est pris en compte dans l'aménagement du territoire de la commune par le biais du Plan de prévention du risque inondation (PPRI) du bassin du « Dourdou de Camarès amont», approuvé le 6 décembre 2012.
Le Plan départemental de protection des forêts contre les incendies découpe le département de l’Aveyron en sept « bassins de risque » et définit une sensibilité des communes à l’aléa feux de forêt (de faible à très forte). La commune est classée en sensibilité moyenne.
Les mouvements de terrains susceptibles de se produire sur la commune sont liés à la présence de cavités souterraines localisées sur la commune,.

#### Risque particulier
Dans plusieurs parties du territoire national, le radon, accumulé dans certains logements ou autres locaux, peut constituer une source significative d’exposition de la population aux rayonnements ionisants. Toutes les communes du département sont concernées par le risque radon à un niveau plus ou moins élevé. Selon le dossier départemental des risques majeurs du département établi en 2013, la commune de Fayet est classée à risque faible. Un décret du 4 juin 2018 a modifié la terminologie du zonage définie dans le code de la santé publique et a été complété par un arrêté du 27 juin 2018 portant délimitation des zones à potentiel radon du territoire français. La commune est désormais en zone 1, à savoir zone à potentiel radon faible.

## Histoire
La commune actuelle de Fayet occupe le territoire des anciennes paroisses de Fayet et de La Roque (cette dernière anciennement dénommé La Roque de Rasele ou La Roque Papalhonac). Jusqu'à la Révolution, celles-ci faisaient partie intégrante de la communauté de Brusque. C'est durant la première moitié du XVIe siècle que Tristan II de Clermont-Lodève ou l'un de ses fils fit construire le château de Fayet, conçu comme résidence d'agrément occupant une place plus centrale dans les importantes possessions familiales. Le puits monumental du château porte la date de 1564.
La baronnie de Brusque fut érigée en marquisat de Brusque-Fayet en 1610. Elle fut achetée peu avant la Révolution par François de Nougarède qui portera le titre de baron de Fayet.

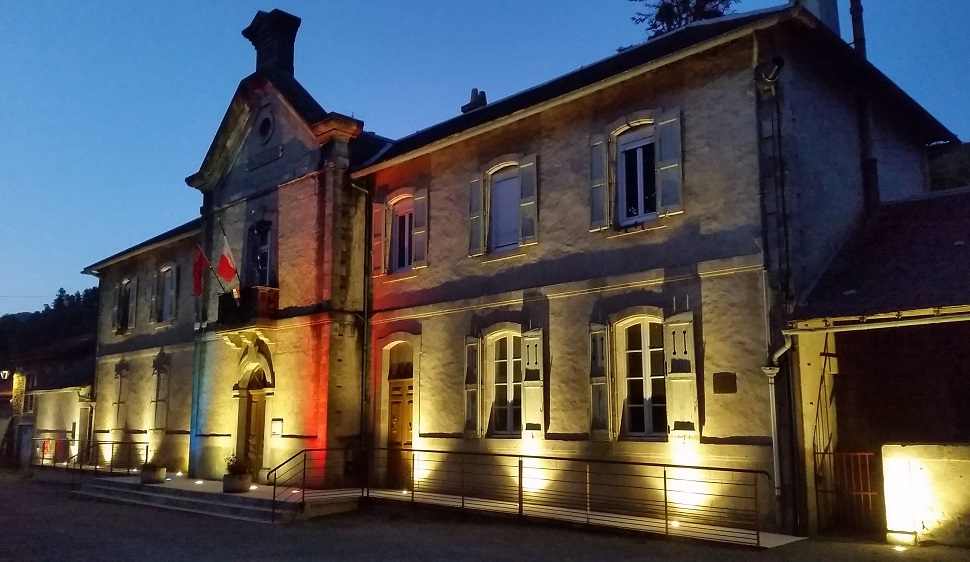

## Politique et administration

### Découpage territorial
La commune de Fayet est membre de la communauté de communes Monts, Rance et Rougier, un établissement public de coopération intercommunale (EPCI) à fiscalité propre créé le 1er janvier 2017 dont le siège est à Belmont-sur-Rance. Ce dernier est par ailleurs membre d'autres groupements intercommunaux.
Sur le plan administratif, elle est rattachée à l'arrondissement de Millau, au département de l'Aveyron et à la région Occitanie. Sur le plan électoral, elle dépend du  canton des Causses-Rougiers pour l'élection des conseillers départementaux, depuis le redécoupage cantonal de 2014 entré en vigueur en 2015, et de la troisième circonscription de l'Aveyron  pour les élections législatives, depuis le dernier découpage électoral de 2010.

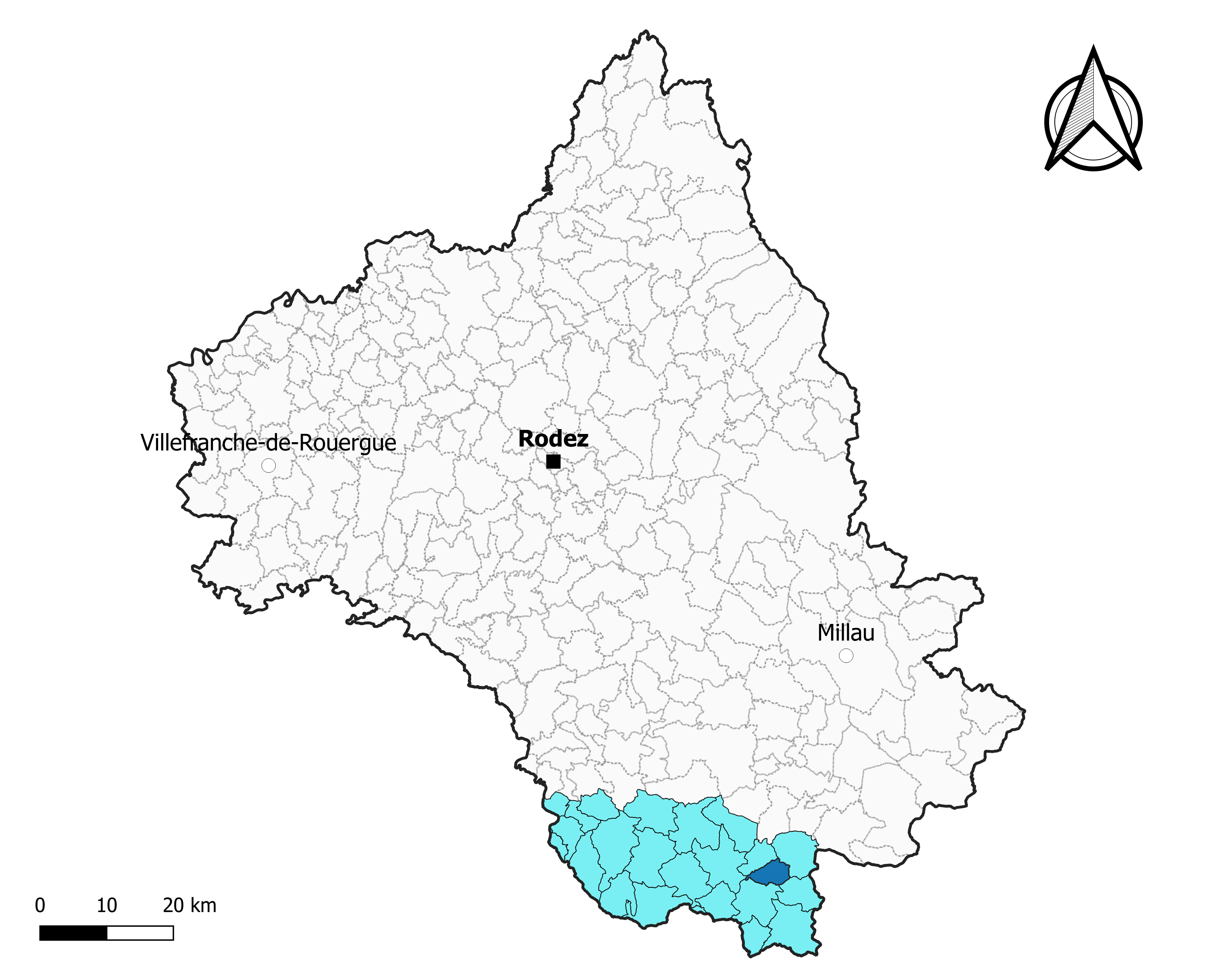
Fayet dans l'intercommunalité en 2020.
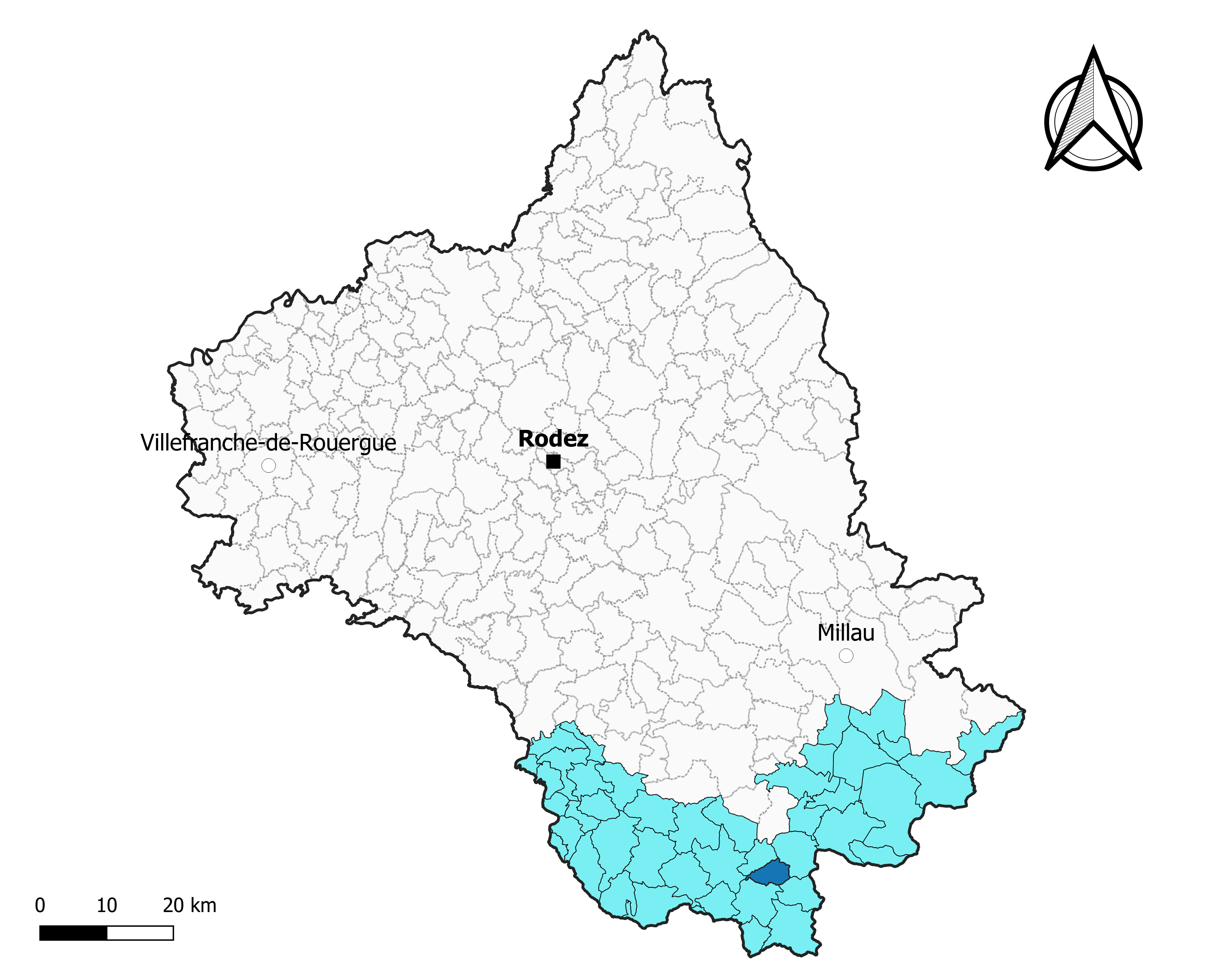
Fayet dans le canton des Causses-Rougiers en 2020.
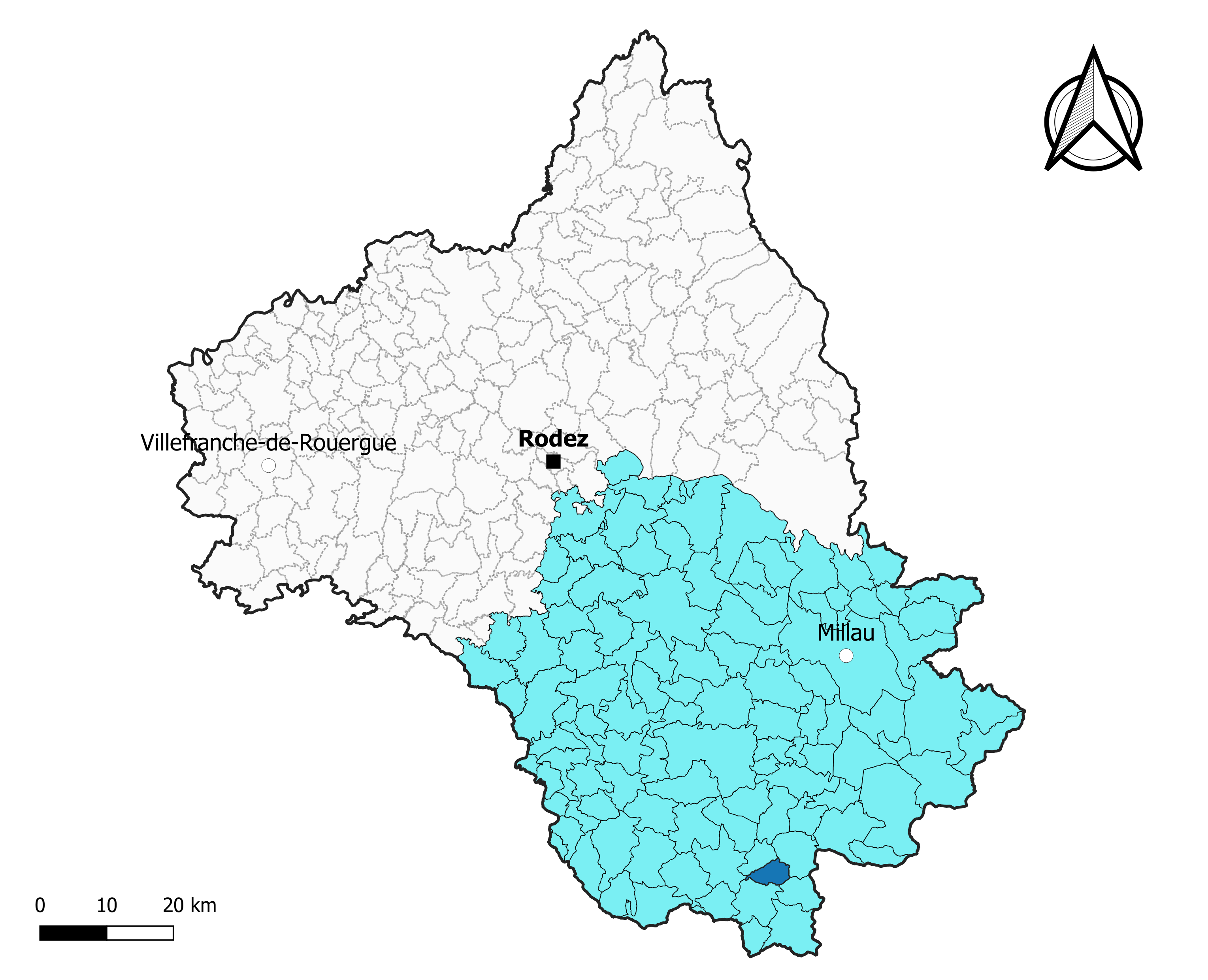
Fayet dans l'arrondissement de Millau en 2020.

### Élections municipales et communautaires

#### Élections de 2020
Le conseil municipal de Fayet, commune de moins de 1 000 habitants, est élu au scrutin majoritaire plurinominal à deux tours avec candidatures isolées ou groupées et possibilité de panachage. Compte tenu de la population communale, le nombre de sièges à pourvoir lors des élections municipales de 2020 est de 11. La totalité des onze candidats en lice est élue dès le premier tour, le 15 mars 2020, avec un taux de participation de 65,49 %.
Jean-Luc Jacquemond, maire sortant, est réélu pour un nouveau mandat le 23 mai 2020.
Dans les communes de moins de 1 000 habitants, les conseillers communautaires sont désignés parmi les conseillers municipaux élus en suivant l’ordre du tableau (maire, adjoints puis conseillers municipaux) et dans la limite du nombre de sièges attribués à la commune au sein du conseil communautaire. Un siège est attribué à la commune au sein de la communauté de communes Monts, Rance et Rougier.

#### Liste des maires

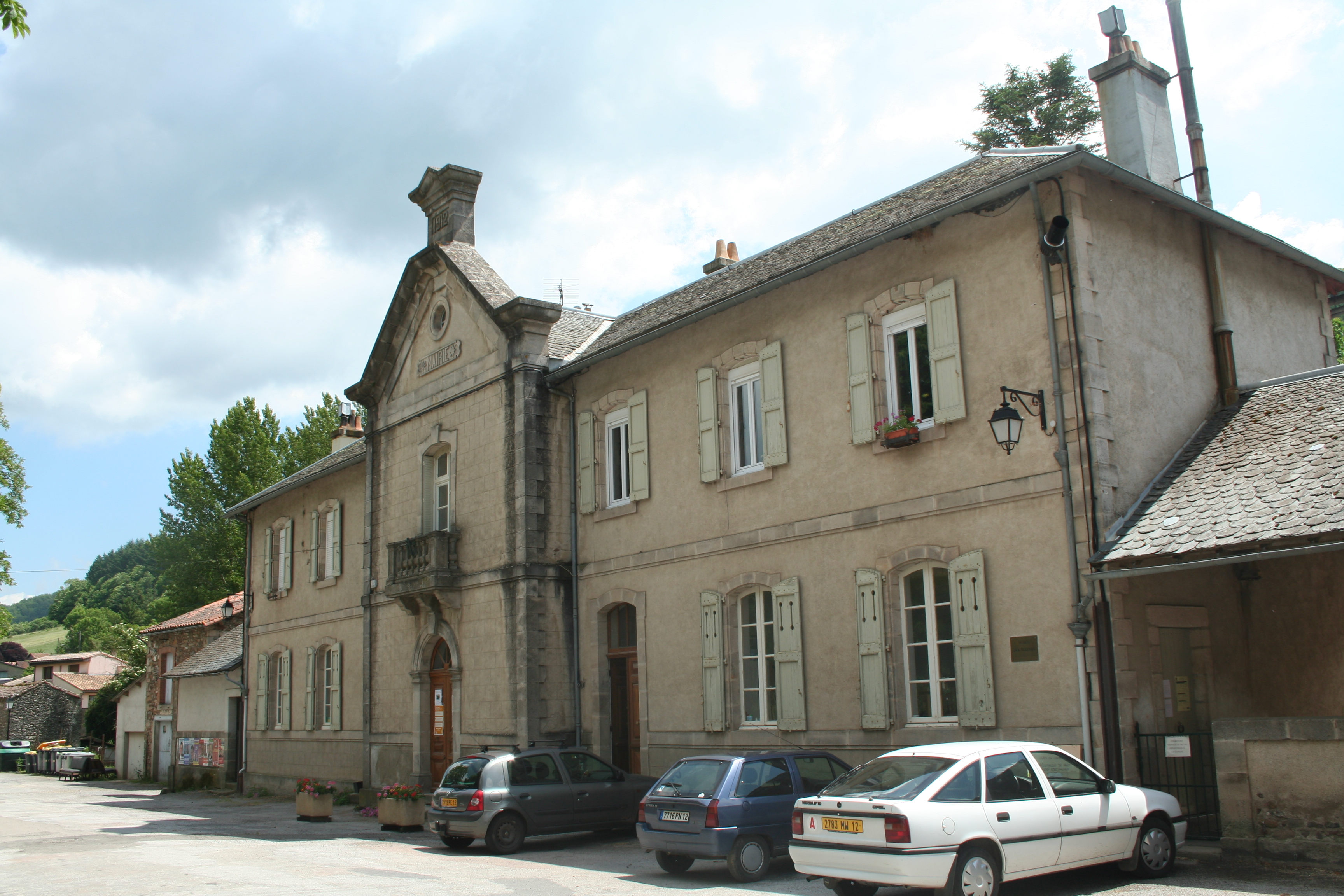
La mairie

| Période                                  | Période                | Identité               | Étiquette | Qualité                                   |
| ---------------------------------------- | ---------------------- | ---------------------- | --------- | ----------------------------------------- |
| 1995                                     | 2014                   | Richard Vilaplana      | DVD       |                                           |
| mars 2014                                | avril 2016 (démission) | Marie-José Rico-Terral |           |                                           |
| avril 2016                               | En cours               | Jean-Luc Jacquemond,   |           | Ingénieur ou cadre technique d'entreprise |
| Les données manquantes sont à compléter. |                        |                        |           |                                           |

## Population et société

### Démographie
L'évolution du nombre d'habitants est connue à travers les recensements de la population effectués dans la commune depuis 1793. Pour les communes de moins de 10 000 habitants, une enquête de recensement portant sur toute la population est réalisée tous les cinq ans, les populations de référence des années intermédiaires étant quant à elles estimées par interpolation ou extrapolation. Pour la commune, le premier recensement exhaustif entrant dans le cadre du nouveau dispositif a été réalisé en 2004.

En 2022, la commune comptait 236 habitants, en évolution de −10,94 % par rapport à 2016 (Aveyron : +0,37 %, France hors Mayotte : +2,11 %).
| 1793 | 1800 | 1806  | 1821 | 1831  | 1836  | 1841  | 1846  | 1851  |
| ---- | ---- | ----- | ---- | ----- | ----- | ----- | ----- | ----- |
| 843  | 923  | 3 573 | 982  | 1 123 | 1 145 | 1 118 | 1 061 | 1 110 |

| 1856  | 1861  | 1866  | 1872  | 1876  | 1881  | 1886  | 1891 | 1896 |
| ----- | ----- | ----- | ----- | ----- | ----- | ----- | ---- | ---- |
| 1 040 | 1 035 | 1 083 | 1 007 | 1 017 | 1 025 | 1 003 | 955  | 901  |

| 1901 | 1906 | 1911 | 1921 | 1926 | 1931 | 1936 | 1946 | 1954 |
| ---- | ---- | ---- | ---- | ---- | ---- | ---- | ---- | ---- |
| 856  | 809  | 788  | 671  | 616  | 576  | 546  | 519  | 476  |

| 1962 | 1968 | 1975 | 1982 | 1990 | 1999 | 2004 | 2006 | 2009 |
| ---- | ---- | ---- | ---- | ---- | ---- | ---- | ---- | ---- |
| 460  | 408  | 305  | 280  | 253  | 271  | 284  | 285  | 267  |

| 2014 | 2019 | 2022 | - | - | - | - | - | - |
| ---- | ---- | ---- | - | - | - | - | - | - |
| 261  | 241  | 236  | - | - | - | - | - | - |

### Manifestations culturelles et festivités
La Fête de Fayet a lieu début août, généralement proche de la saint Laurent.

## Économie

### Revenus
En 2018  (données Insee publiées en septembre 2021), la commune compte 121 ménages fiscaux, regroupant 241 personnes. La médiane du revenu disponible par unité de consommation est de 18 440 € (20 640 € dans le département).

### Emploi
| Division       | 2008   | 2013   | 2018  |
| -------------- | ------ | ------ | ----- |
| Commune        | 13,2 % | 14,2 % | 5,6 % |
| Département    | 5,4 %  | 7,1 %  | 7,1 % |
| France entière | 8,3 %  | 10 %   | 10 %  |

En 2018, la population âgée de 15 à 64 ans s'élève à 111 personnes, parmi lesquelles on compte 70,1 % d'actifs (64,5 % ayant un emploi et 5,6 % de chômeurs) et 29,9 % d'inactifs,. En  2018, le taux de chômage communal (au sens du recensement) des 15-64 ans est inférieur à celui de la France et du département, alors qu'en 2008 la situation était inverse.
La commune est hors attraction des villes,. Elle compte 28 emplois en 2018, contre 36 en 2013 et 41 en 2008. Le nombre d'actifs ayant un emploi résidant dans la commune est de 77, soit un indicateur de concentration d'emploi de 35,6 % et un taux d'activité parmi les 15 ans ou plus de 38,6 %.
Sur ces 77 actifs de 15 ans ou plus ayant un emploi, 22 travaillent dans la commune, soit 28 % des habitants. Pour se rendre au travail, 85,3 % des habitants utilisent un véhicule personnel ou de fonction à quatre roues, 8 % s'y rendent en deux-roues, à vélo ou à pied et 6,7 % n'ont pas besoin de transport (travail au domicile).

### Activités hors agriculture
18 établissements sont implantés  à Fayet au 31 décembre 2019.
Le secteur de la construction est prépondérant sur la commune puisqu'il représente 38,9 % du nombre total d'établissements de la commune (7 sur les 18 entreprises implantées  à Fayet), contre 13 % au niveau départemental.

### Agriculture
|               | 1988 | 2000 | 2010 | 2020 |
| ------------- | ---- | ---- | ---- | ---- |
| Exploitations | 9    | 7    | 4    | 4    |
| SAU (ha)      | 239  | 211  | 112  | 105  |

La commune est dans les Monts de Lacaune, une petite région agricole occupant le sud du département de l'Aveyron. En 2020, l'orientation technico-économique de l'agriculture  sur la commune est l'élevage d'ovins ou de caprins. Quatre exploitations agricoles ayant leur siège dans la commune sont dénombrées lors du recensement agricole de 2020 (neuf en 1988). La superficie agricole utilisée est de 105 ha,,.

## Culture locale et patrimoine

### Édifices civils

#### Château de La Roque
Inscrit MH (2004)

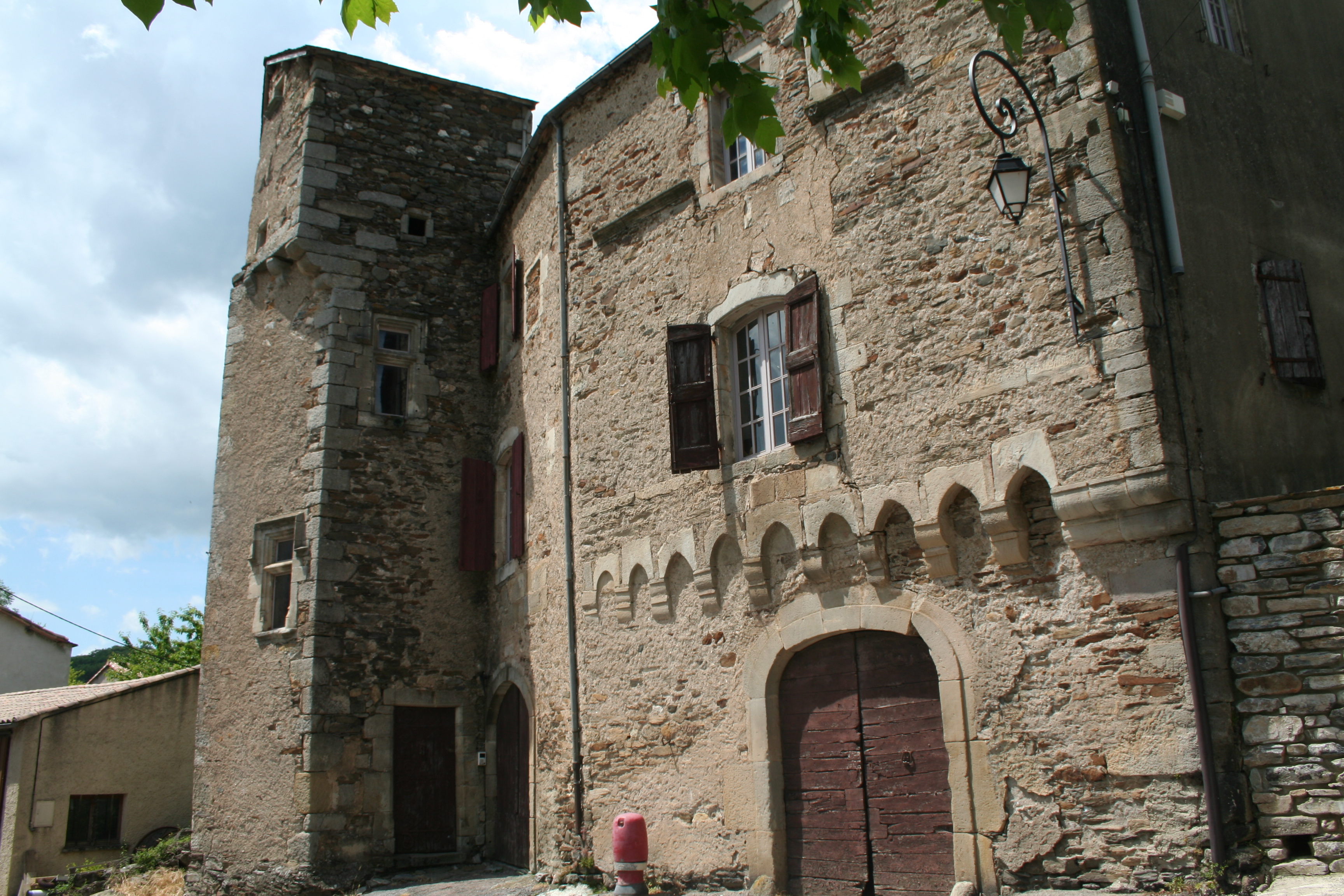
Château de la Roque.

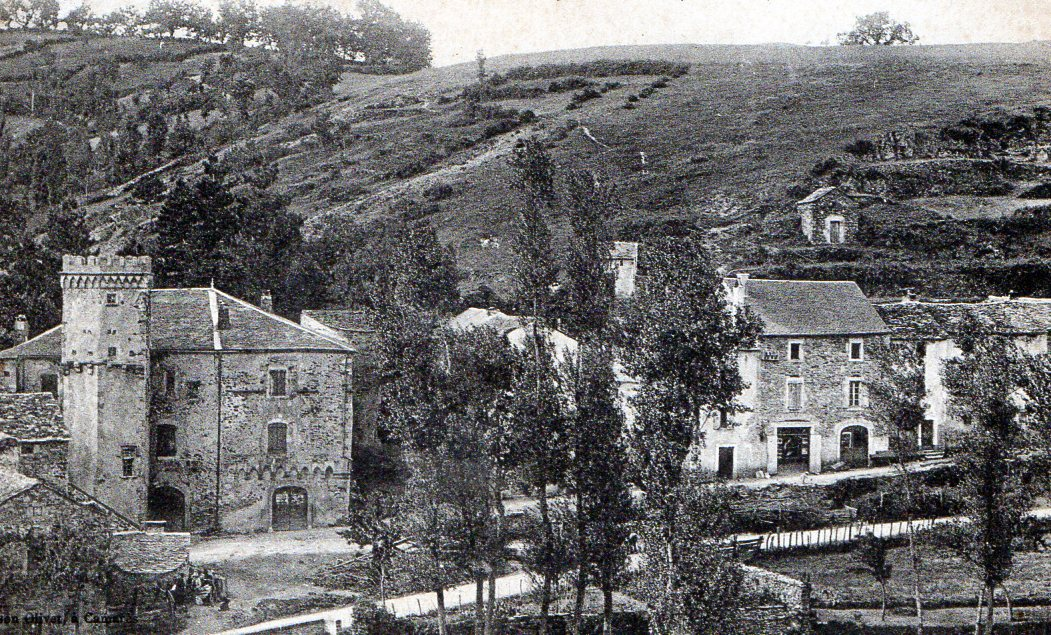

Ce château date du XVIe siècle. Il n'a quasiment rien conservé de ses origines médiévales, l'essentiel du bâti étant postérieur à la guerre de Cent Ans.

#### Château de Fayet

Le puits
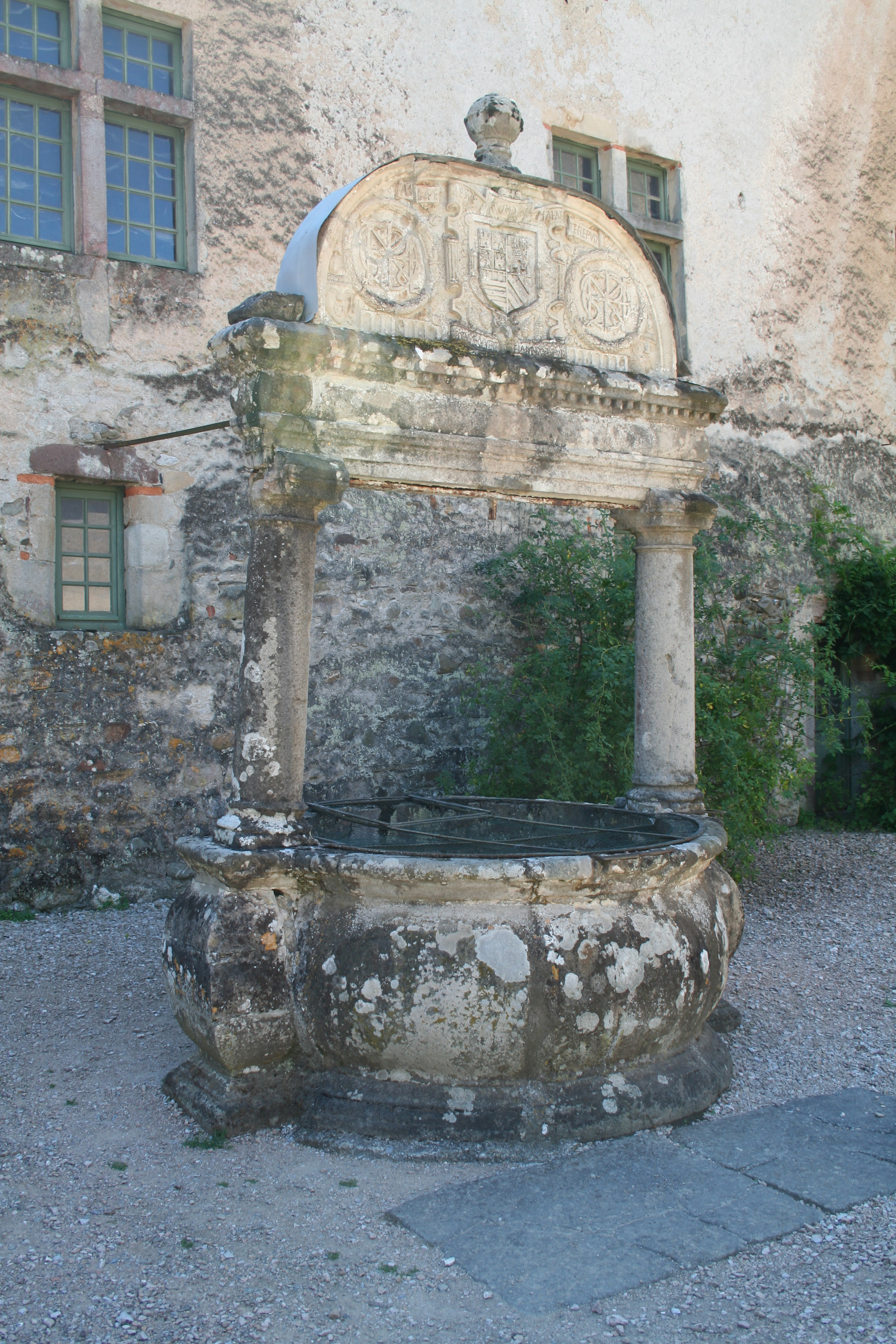
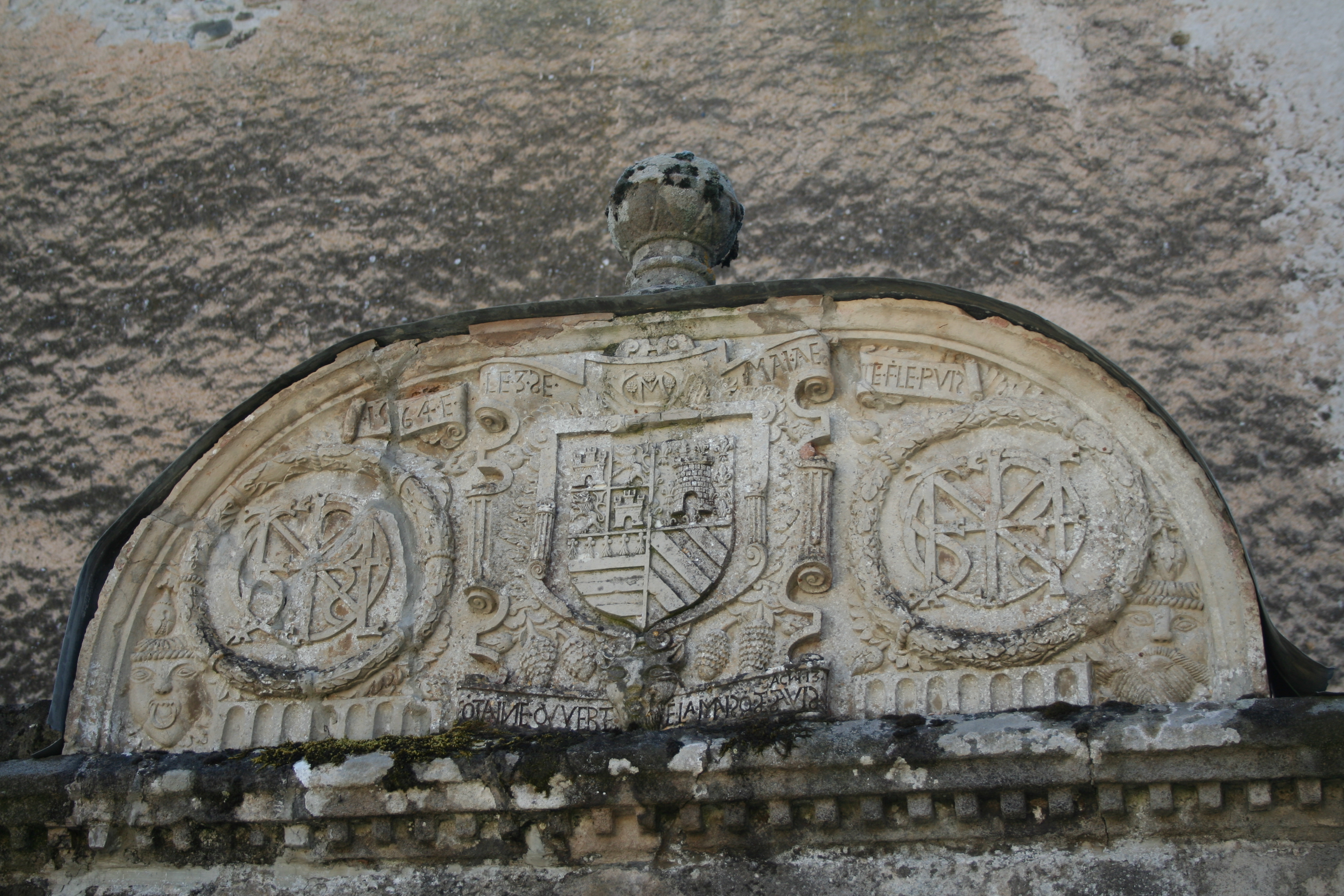

- Château de plaisance bâti au début du XVIe siècle.
  - Le puits monumental  Classé MH (1931)[53] du château, porte la date de 1564.

Château de Fayet
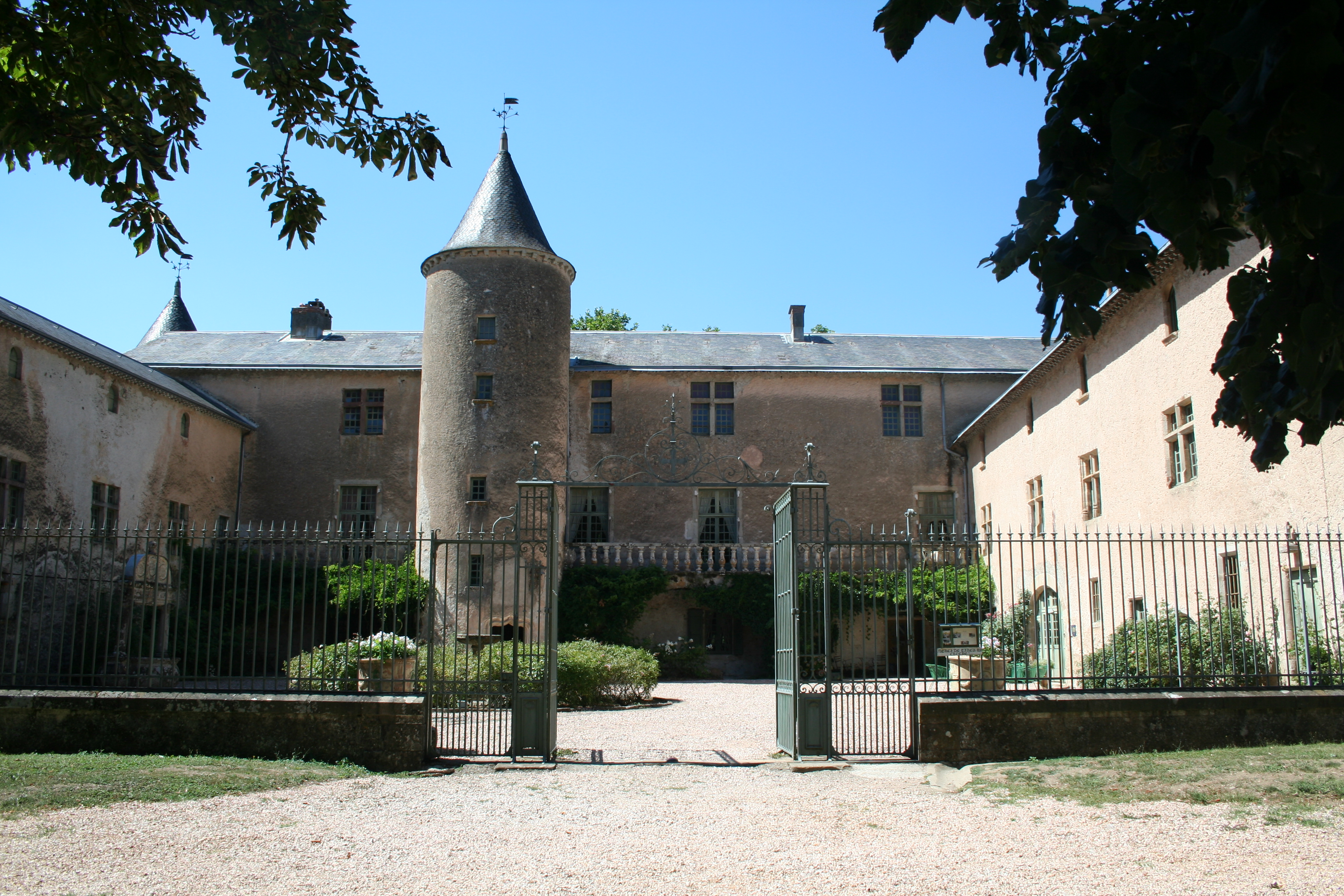
Entrée.
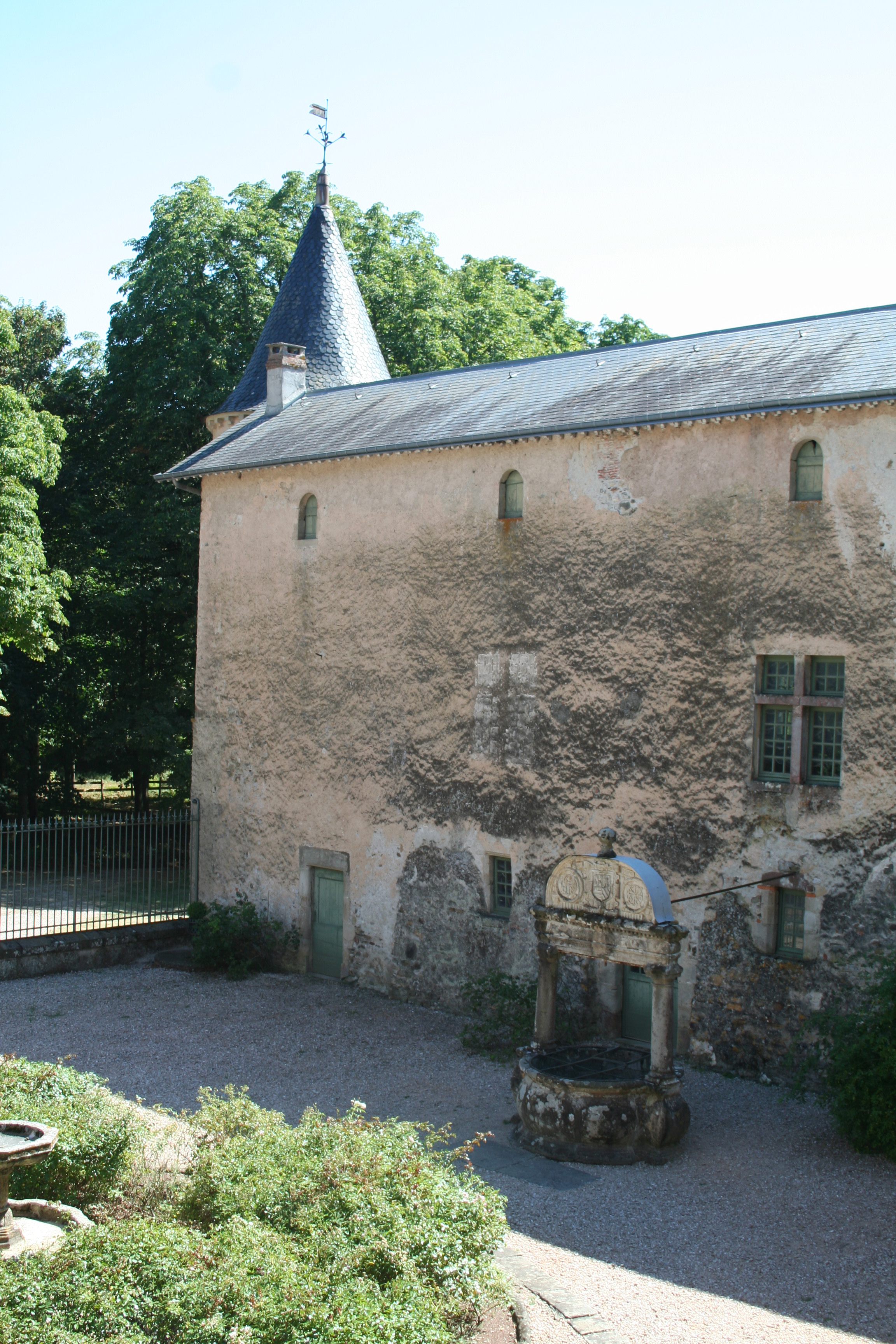
Vue de la cour.
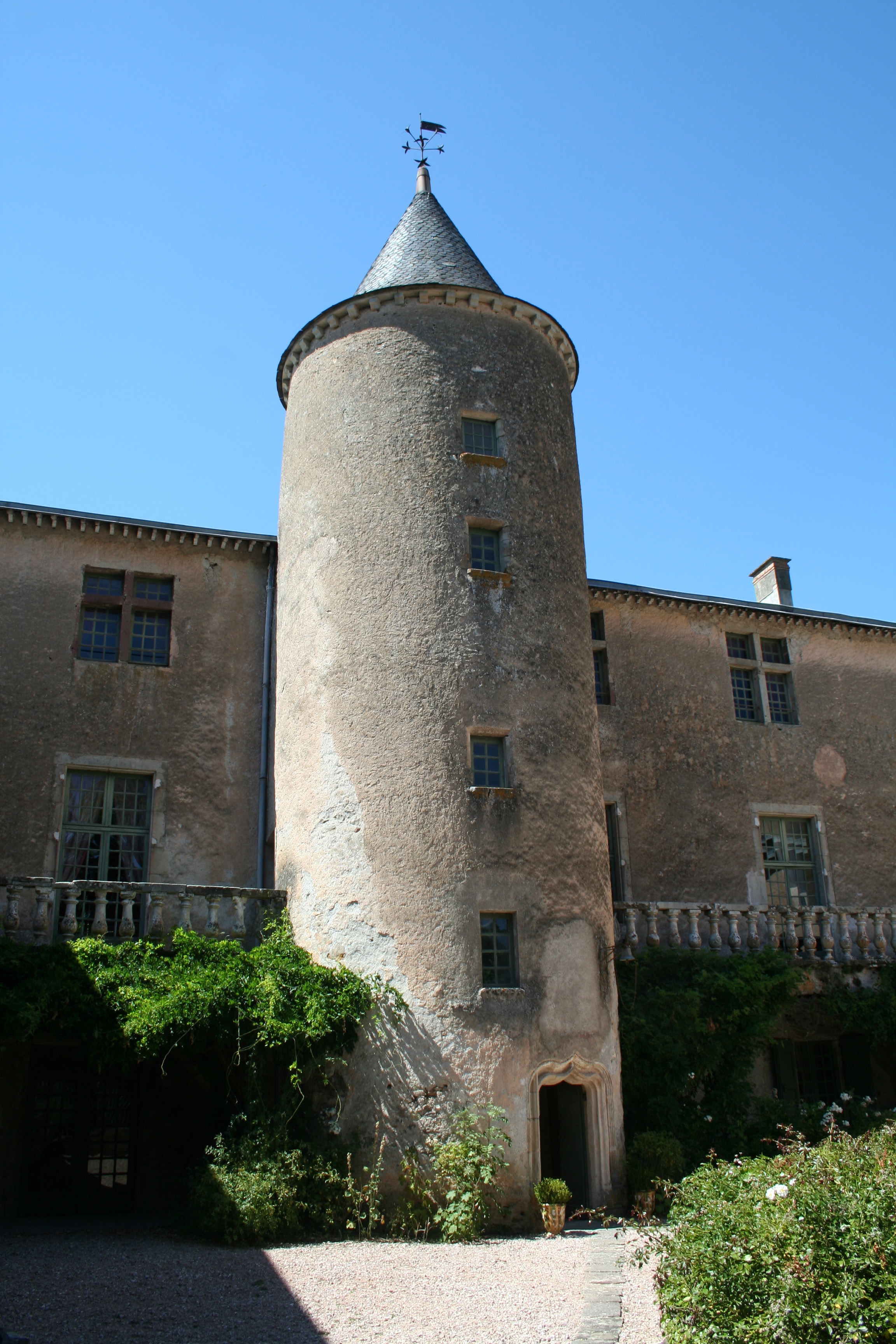
La tour.

- Le puits

### Édifices religieux
- Église Saint-Laurent de Fayet.
- Église Notre-Dame de La Roque.

### Personnalités liées à la commune
- André Jean Simon, baron Nougarède de Fayet (20 septembre 1765 - Montpellier ? 20 août 1845 - Paris), homme politique français du XIXe siècle.
- Auguste, 2e baron Nougarède de Fayet (6 avril 1811 - Paris ? 18 août 1853 - Montpellier), écrivain et homme politique français du XIXe siècle, fils du précédent.

### Héraldique
| Blason de Fayet | Blason  | Parti : au 1er de gueules au léopard lionné d'or, au 2e coupé au I d 'argent à la branche de hêtre feuillée et fleurie au naturel et au II d'azur au roc d'échiquier d'or.                                                                 |
| Blason de Fayet | Détails | Le léopard lionné pour le blason de l'Aveyron, la branche de hêtre pour évoquer le nom de la commune, le roc d'échiquier pour rappeler le bourg de Laroque qui fait partie de la commune. Création de Jean-François Binon adoptée en 2014. |